# Greytown
Greytown este un oraș din provincia Kwazulu-Natal, Africa de Sud.